# Niigata
Niigata (新潟市; Nígata-ši) je hlavní město prefektury Niigata na ostrově Honšú v Japonsku.
Během restaurace Meidži se Niigata stala svobodným přístavem a dnes je největším japonským městem na pobřeží Japonského moře a po druhé světové válce i nejvýznamnějším přístavem Japonského moře (do zničení americkými nálety byla nejvýznamnějším přístavem Japonského moře Curuga). Dvě a půl hodiny plavby od města leží známý ostrov Sado. Niigata patřila mezi čtyři města, společně s Hirošimou, Kokurou a Nagasaki, vybraná za cíl jaderného útoku na sklonku druhé světové války.
Moderní město Niigata bylo založeno 1. dubna 1889.
Městem protékají řeky Šinano a Agano.

## Městské čtvrti

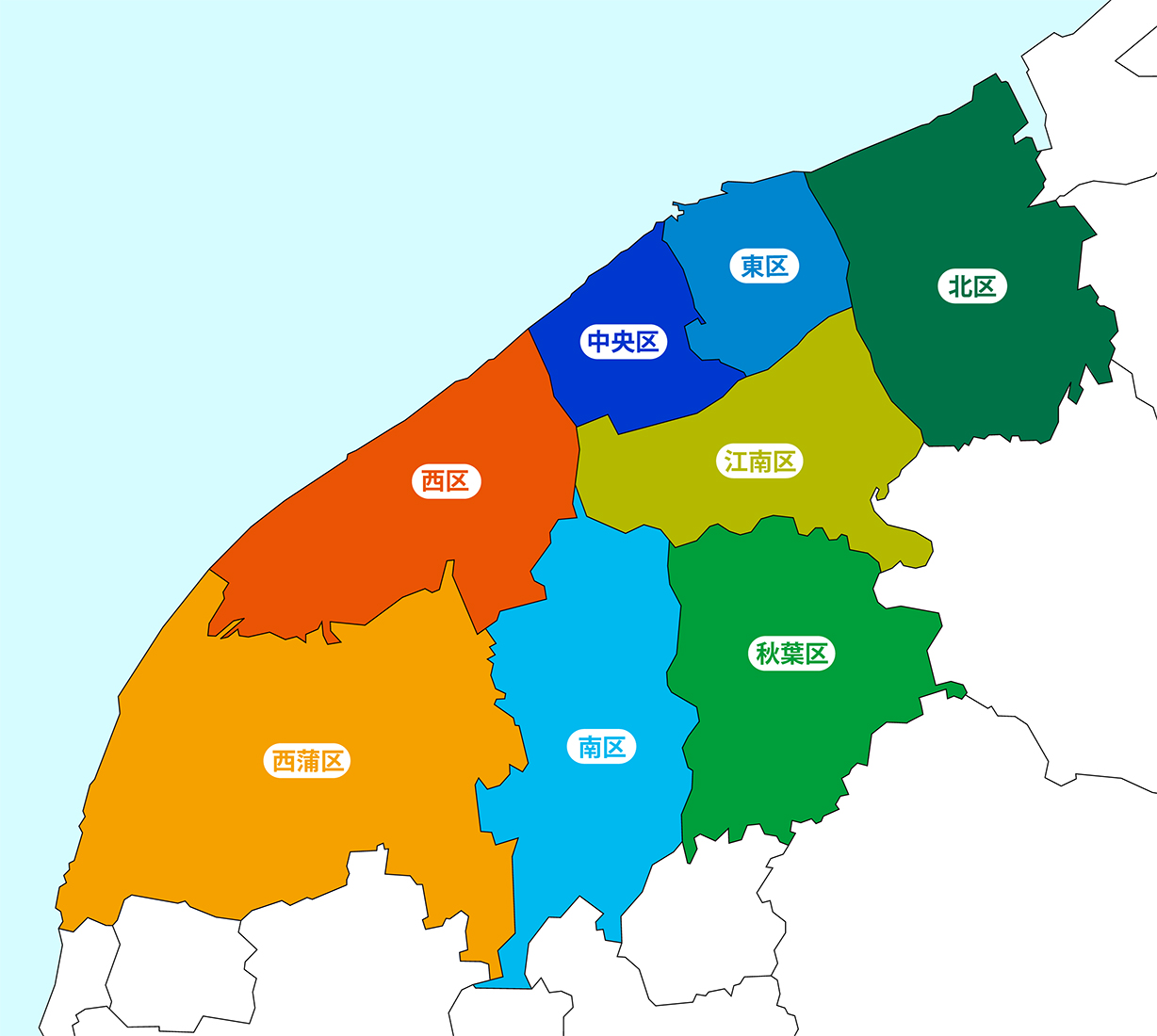
8 čtvrtí města Niigata podle jejich barev

Niigata má 8 městských čtvrtí/městských obvodů (ku - 区), tak, jak byly ustaveny k 1. 4. 2007:
| Čtvrť                   | Japonsky | barva         | Počet obyvatel k 1. 2. 2016 | plocha km² |
| ----------------------- | -------- | ------------- | --------------------------- | ---------- |
| Akiha-ku                | 秋葉区   | světle zelená | 76 840                      | 95,38      |
| Čúó-ku (administrativa) | 中央区   | sytě modrá    | 183 758                     | 37,75      |
| Higaši-ku               | 東区     | matně modrá   | 137 550                     | 38,62      |
| Kita-ku                 | 北区     | tmavozelená   | 76 237                      | 107,72     |
| Kónan-ku                | 江南区   | khaki         | 68 897                      | 75,42      |
| Minani-ku               | 南区     | světle modrá  | 45 626                      | 100,91     |
| Niši-ku                 | 西区     | červená       | 162 924                     | 94,09      |
| Nišikan-ku              | 西蒲区   | žlutooranžová | 58 030                      | 176,55     |

## Osobnosti
- Juri Kawamuraová (* 1989) – fotbalistka
- Šúta Tanaka (* 2000) – japonský sportovní lezec

## Partnerská města
- Galveston, Spojené státy americké (1965)
- Chabarovsk, Rusko (1965)
- Charbin, Čína (1979)
- Vladivostok, Rusko (1991)
- Birobidžan, Rusko (2005)
- Ulsan, Jižní Korea (2007)
- Nantes, Francie (2009)
- Kingston upon Hull, Spojené království